# ウェンディ・ルース・シャーマン

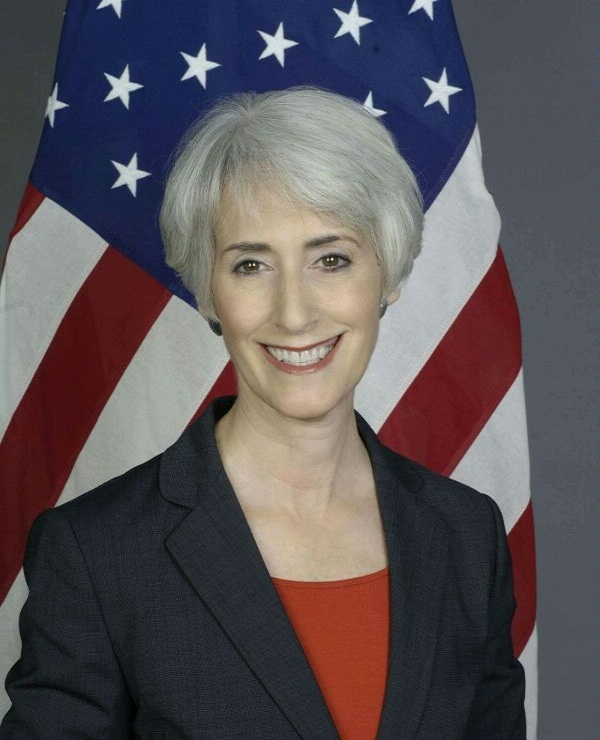
ウェンディ・ルース・シャーマン

ウェンディ・ルース・シャーマン（Wendy Ruth Sherman, 1949年6月7日 - ）は、アメリカ合衆国の政治家、外交官。国務次官補（議会担当）、国務省参事官、国務次官（政治担当）、国務副長官を歴任。アジア問題、特に朝鮮民主主義人民共和国（北朝鮮）問題に関する経験が豊富。

## 生い立ち
メリーランド州ボルチモアに生まれた。ユダヤ系。1967年から1969年までスミス大学に在籍、1971年にボストン大学で学位を取得。1976年にメリーランド大学で社会福祉の修士号を取得、ファイ・カッパ・サイに所属。

## メリーランド州時代
バーバラ・ミクルスキ下院議員の首席補佐官を3年務めた。1986年の上院議員選挙ではミクルスキの選対委員長を務め、勝利に貢献した。その後、メリーランド州特別長官（青少年担当）、メリーランド州児童福祉局長 を歴任。
1988年民主党全国委員会では同年の総選挙に向けた総合的運営に関与し、議会・選挙区とのコミュニケーションを監督した。また連邦・州・自治体の各レベル間の選挙運動について調整を行い、効率的な選挙活動の遂行を指揮した。
1991年から1993年にかけて、コンサルタント会社ドーク・シュラム・ハリス・アンド・シャーマンで経営パートナーとして戦略的コミュニケーションを専門に扱った。またエミリーズ・リストを運営し、妊娠中絶容認派の民主党女性候補を政治的および資金的に支援した。1992年には組織的に戦略を策定することにより、連邦下院で過去最多の女性議員を誕生させた。

## クリントン政権時代
1993年から1996年まではウォレン・クリストファー国務長官の下で議会担当国務次官補を務め、国務省と連邦議会との間での立法上の取り組みを指揮した。またデイトン合意に関連して、ソビエト連邦の崩壊後のロシアその他の新独立国家に対して資金的支援の獲得を導いた。
1996年4月から1997年7月までは新設されたファニー・メイ財団で会長兼CEOを務め、アメリカ国内における持ち家の普及・促進を目指した。またファニー・メイ本体の運営委員としても活動。財団では運営基盤の構築を行った。
1997年、国務省に復帰し、マデレーン・オルブライト国務長官の下で参事官を務めた。同時にビル・クリントン大統領の指名および連邦上院の承認を受けて、大使級のランクも受けた。シャーマンはオルブライト国務長官に対する助言を行い、特に外交政策の主要課題に関する特別任務を引き受けた。シャーマンは北朝鮮特使を務め、アメリカの対北朝鮮政策を担った。2000年には北朝鮮政策調整官として平壌を訪れ、金正日総書記と米朝関係改善について会話を行った。

## オバマ政権時代
2009年以降、シャーマンはオルブライト・ストーンブリッジ・グループの国際戦略のコンサルティング会社で副会長を務めた。シャーマンは2008年大統領選挙でヒラリー・クリントンの顧問役を務め、選挙後はトマス・ドニルソンとともにバラク・オバマ次期政権の発足に向けて、国務省との調整仲介を行った。シャーマンはオバマ政権における国務省の上級ポストの有力候補として名前が挙げられた。
2011年7月1日、オバマ大統領はシャーマンを次期国務次官（政治担当）に指名すると発表。同年9月21日に就任宣誓を行った。

## バイデン政権時代
2021年1月16日、ジョー・バイデン次期大統領の政権移行チームは、シャーマンを国務副長官に指名すると発表。同年4月13日、上院は、国務副長官就任を56対42の賛成多数で承認した。女性初の国務副長官。
2022年8月8日、ソロモン諸島を訪問。日本政府主催で行われたガダルカナルの戦いの慰霊式に出席した。彼女の父は同地で戦闘した海兵隊員だった。
2023年7月28日に国務副長官を退任。
2024年4月29日の春の叙勲で旭日大綬章を受章した。

## 発言
2015年3月24日にワシントンD.C.のカーネギー国際平和研究所セミナーでの講演で、歴史認識が原因で日中韓3国の協力が妨げられているとしたうえで、「民族感情はまだ利用することができ、政治指導者が過去の敵を非難することで安価な拍手を得ることは簡単なことだ」とし「しかし、このような挑発ではなにも進展せずに、麻痺をもたらす」と歴史認識の差を悪用することを批判した。韓国の聯合ニュース記者は『「過去の歴史挑発」を初めて触発した日本ではなく韓国と中国がこれを利用して、国内政治に利用している点を指摘したものであったため 議論の余地がある』と批判した
。

## 栄典
- 日本: 旭日大綬章- （2024年）

## ギャラリー
- モンゴルのLGBTセンターを訪問（2021年7月24日）
- ミャンマーの国民統一政府（NUG）のジンマーアウン外務大臣と（2022年5月12日）[16]
- スコットランド首相のニコラ・スタージョンと（2022年5月16日）
- 韓国の朴振外交部長官と（2022年6月6日）
- オーストラリアのペニー・ウォン外務大臣と（2022年8月8日）
- キルギスのローザ・オトゥンバエヴァ元大統領と（2022年12月15日）